# Cmentarz żydowski w Zawichoście
Cmentarz żydowski w Zawichoście – kirkut znajduje się przy ul. Zaułek, niedaleko drogi z Zawichostu do Ożarowa. Powstał w XVIII wieku. Nie zachowała się na nim żadna macewa. Na jego terenie stoi pomnik odsłonięty w 1989 ku czci zamordowanych Żydów zawichojskich. Ma powierzchnię 0,5 ha.
Na cmentarzu są przypuszczalnie pochowani przodkowie Szymona Askenazego i Reginy Liliental.